# Grande Prêmio dos Estados Unidos de 2014
O Grande Prêmio dos Estados Unidos de 2014 (formalmente 2014 Formula 1 United States Grand Prix) foi uma corrida de Fórmula 1 disputada em 2 de novembro de 2014 no Circuito das Américas, em Austin, Estados Unidos. Foi a 17ª e antepenúltima etapa da temporada de 2014.
A corrida foi vencida pelo inglês Lewis Hamilton, da Mercedes, seguido pelo alemão Nico Rosberg, também da Mercedes, e pelo australiano Daniel Ricciardo, da Red Bull. A prova ficou marcada pela ausência das equipes Caterham e Marussia, que não participaram por problemas financeiros.

## Pneus
| Nome do composto | Cor     | Cor | Banda de rolamento | Condições de condução         | Dry Type*    | Aderência | Longevidade |
| ---------------- | ------- | --- | ------------------ | ----------------------------- | ------------ | --------- | ----------- |
| Macio            | Amarelo |     | Slick              | Seco                          | Prime/Option | Médio     | Médio       |
| Médio            | Branco  |     | Slick              | Seco                          | Prime/Option | Médio     | Médio       |
| Intermediário    | Verde   |     | Sulcos             | Molhado (água não estagnante) | x            | x         | x           |
| Chuva            | Azul    |     | Sulcos             | Molhado (água estagnante)     | x            | x         | x           |

## Resultado

### Treino Classificatório
| Pos.                     | Nu. | Piloto            | Construtor           | Q1       | Q2       | Q3       | Grid |
| ------------------------ | --- | ----------------- | -------------------- | -------- | -------- | -------- | ---- |
| 1                        | 6   | Nico Rosberg      | Mercedes             | 1:38.303 | 1:36.290 | 1:36.067 | 1    |
| 2                        | 44  | Lewis Hamilton    | Mercedes             | 1:37.196 | 1:37.287 | 1:36.443 | 2    |
| 3                        | 77  | Valtteri Bottas   | Williams-Mercedes    | 1:38.249 | 1:37.499 | 1:36.906 | 3    |
| 4                        | 19  | Felipe Massa      | Williams-Mercedes    | 1:37.877 | 1:37.347 | 1:37.205 | 4    |
| 5                        | 3   | Daniel Ricciardo  | Red Bull-Renault     | 1:38.814 | 1:37.873 | 1:37.244 | 5    |
| 6                        | 14  | Fernando Alonso   | Ferrari              | 1:38.349 | 1:38.010 | 1:37.610 | 6    |
| 7                        | 22  | Jenson Button     | McLaren-Mercedes     | 1:38.574 | 1:38.024 | 1:37.655 | 121  |
| 8                        | 20  | Kevin Magnussen   | McLaren-Mercedes     | 1:38.557 | 1:38.047 | 1:37.706 | 7    |
| 9                        | 7   | Kimi Räikkönen    | Ferrari              | 1:38.669 | 1:38.263 | 1:37.804 | 8    |
| 10                       | 99  | Adrian Sutil      | Sauber-Ferrari       | 1:38.885 | 1:38.378 | 1:38.810 | 9    |
| 11                       | 13  | Pastor Maldonado  | Lotus-Renault        | 1:38.608 | 1:38.467 |          | 10   |
| 12                       | 11  | Sergio Pérez      | Force India-Mercedes | 1:39.200 | 1:38.554 |          | 11   |
| 13                       | 27  | Nico Hülkenberg   | Force India-Mercedes | 1:38.931 | 1:38.598 |          | 13   |
| 14                       | 26  | Daniil Kvyat      | Toro Rosso-Renault   | 1:38.936 | 1:38.699 |          | 172  |
| 15                       | 25  | Jean-Éric Vergne  | Toro Rosso-Renault   | 1:39.250 |          |          | 14   |
| 16                       | 21  | Esteban Gutiérrez | Sauber-Ferrari       | 1:39.555 |          |          | 15   |
| 17                       | 1   | Sebastian Vettel  | Red Bull-Renault     | 1:39.621 |          |          | 183  |
| 18                       | 8   | Romain Grosjean   | Lotus-Renault        | 1:39.679 |          |          | 16   |
| Tempo dos 107%: 1:43.999 |     |                   |                      |          |          |          |      |
| Fonte:                   |     |                   |                      |          |          |          |      |

Notas
- ↑1  – Jenson Button perdeu 5 posições pela troca do câmbio.

- ↑2  – Daniil Kvyat perdeu 10 posições pelo uso do sexto motor no ano.

- ↑3  – Sebastian Vettel largou dos boxes.

### Corrida
| Pos.   | Nu. | Piloto            | Construtor           | Voltas' | Tempo/Retirado | Grid | Pts. |
| ------ | --- | ----------------- | -------------------- | ------- | -------------- | ---- | ---- |
| 1      | 44  | Lewis Hamilton    | Mercedes             | 56      | 1:40:04.785    | 2    | 25   |
| 2      | 6   | Nico Rosberg      | Mercedes             | 56      | +4.314         | 1    | 18   |
| 3      | 3   | Daniel Ricciardo  | Red Bull-Renault     | 56      | +25.560        | 5    | 15   |
| 4      | 19  | Felipe Massa      | Williams-Mercedes    | 56      | +26.924        | 4    | 12   |
| 5      | 77  | Valtteri Bottas   | Williams-Mercedes    | 56      | +30.992        | 3    | 10   |
| 6      | 14  | Fernando Alonso   | Ferrari              | 56      | +1:35.231      | 6    | 8    |
| 7      | 1   | Sebastian Vettel  | Red Bull-Renault     | 56      | +1:38.682      | 18   | 6    |
| 8      | 20  | Kevin Magnussen   | McLaren-Mercedes     | 56      | +1:38.682      | 7    | 4    |
| 9      | 13  | Pastor Maldonado  | Lotus-Renault        | 56      | +1:40.636      | 10   | 2    |
| 10     | 25  | Jean-Éric Vergne  | Toro Rosso-Renault   | 56      | +1:40.390      | 14   | 1    |
| 11     | 8   | Romain Grosjean   | Lotus-Renault        | 55      | +1 volta       | 16   |      |
| 12     | 22  | Jenson Button     | McLaren-Mercedes     | 55      | +1 volta       | 12   |      |
| 13     | 7   | Kimi Räikkönen    | Ferrari              | 55      | +1 volta       | 8    |      |
| 14     | 21  | Esteban Gutiérrez | Sauber-Ferrari       | 55      | +1 volta       | 15   |      |
| 15     | 26  | Daniil Kvyat      | Toro Rosso-Renault   | 55      | +1 volta       | 17   |      |
| Ret    | 27  | Nico Hülkenberg   | Force India-Mercedes | 16      | Motor          | 13   |      |
| Ret    | 11  | Sergio Pérez      | Force India-Mercedes | 1       | Batida         | 11   |      |
| Ret    | 99  | Adrian Sutil      | Sauber-Ferrari       | 0       | Batida         | 9    |      |
| Fonte: |     |                   |                      |         |                |      |      |

## Volta de Liderança
- Lewis Hamilton : 33 (16), (24-33) e (35-56)
- Nico Rosberg : 23 (1-15), (17-23) e (34)

## Curiosidades
- Primeiro GP disputado após a remoção da equipa Caterham por problemas financeiros.
- Último ponto de Jean-Éric Vergne.

## Tabela do campeonato após a corrida
Somente as cinco primeiras posições estão incluídas nas tabelas.
| Pos | Piloto           | Pontos | Var |
| --- | ---------------- | ------ | --- |
| 1   | Lewis Hamilton   | 316    | 0   |
| 2   | Nico Rosberg     | 292    | 0   |
| 3   | Daniel Ricciardo | 214    | 0   |
| 4   | Valtteri Bottas  | 155    | 0   |
| 5   | Sebastian Vettel | 149    | 0   |

| Pos | Construtor        | Pontos | Var |
| --- | ----------------- | ------ | --- |
| 1   | Mercedes          | 608    | 0   |
| 2   | Red Bull-Renault  | 363    | 0   |
| 3   | Williams-Mercedes | 238    | 0   |
| 4   | Ferrari           | 196    | 0   |
| 5   | McLaren-Mercedes  | 147    | 0   |

|  |         |
|  | Campeão |